# Синдхі (мова)
Синдхі, си́ндська мова,  (самоназва सिन्धी, سنڌي, Sindhī) — індоарійська мова синдців, поширена переважно в Пакистані (понад 18 млн носіїв станом на 2001 рік), особливо в провінції Сінд, та Індії (понад 2,8 млн носіїв станом на 2001 рік).